# Catoptria thibetica
Catoptria thibetica là một loài bướm đêm trong họ Crambidae.